# Gymnotus maculosus
Gymnotus maculosus är en fiskart som beskrevs av Albert och Miller, 1995. Gymnotus maculosus ingår i släktet Gymnotus och familjen Gymnotidae. Inga underarter finns listade i Catalogue of Life.